# Маузолеј Хоџе Ахмеда Јасавија
Маузолеј Хоџе Ахмеда Јасавија (казашки: Қожа Ахмет Яссауи кесенесі) је недовршени маузолеј у граду Туркестану, јужни Казахстан. Грађевину је наручио Тамерлан., који је владао широким подручјем средишње Азије као делом Монголског царства, 1389. године како би заменио мању грађевину из 12. века која је била маузолеј песника и суфистичког мистика Хоџе Ахмеда Јасавија (1093.–1166) Персијски градитељи су подигли 39 метара високу куполу на витком тамбуру, изграђену од опеке повезане мешавином малтера и глине. Ова двострука купола, украшена зеленим и златним керамичким плочицама, висине 28 и пречника 18.2 метра, је највећа купола у Средњој Азији. Претпоставља се како је главни архитекта (мимар) био Хваја Хусеин Шираки Међутим, изградња маузолеја је обустављена након Тамерланове смрти 1405. године и остао је недовршен.
Упркос његовој недовршености, маузолеј је преживео као један од најстаријих и најбоље сачуваних грађевина тзв. "Тамерлановог стила". Он има експерименталну организацију простора, иновативна архитектонска решења конструкције сводова и купола, као и украшавање керамиком 
које је постало препознатљива одлика ументости која се проширила целим царством и даље. Због тога је уписан на УНЕСКО-в Списак места Светске баштине у Азији и Аустралазији 2002.
Овај верски комплекс наставља привлачити бројне ходочаснике из целе Средишње Азије и постао је утеловљење казашког националног идентитета.
- Маузолеј 1879. год.
- Купола маузолеја је највећа у Средњој Азији
- Маузолеј Хоџе Ахмеда Јасавија
- Украси на куполи
- Велики бронзани путир у Маузолеју